# Pheugopedius
Pheugopedius là một chi chim trong họ Troglodytidae.